# Dyskografia Dui Lipy
Dyskografia Dui Lipy, brytyjskiej wokalistki pochodzenia kosowsko-albańskiego, obejmuje trzy albumy studyjne, dwie reedycje, jeden album remiksowy, cztery minialbumy, trzydzieści sześć singli (w tym siedem z udziałem gościnnym) oraz pięć singli promocyjnych.

## Albumy

### Albumy studyjne
| Rok  | Album | Najwyższe pozycje na listach | Najwyższe pozycje na listach | Najwyższe pozycje na listach | Najwyższe pozycje na listach | Najwyższe pozycje na listach | Najwyższe pozycje na listach | Najwyższe pozycje na listach | Najwyższe pozycje na listach | Najwyższe pozycje na listach | Najwyższe pozycje na listach | Najwyższe pozycje na listach | Najwyższe pozycje na listach | Najwyższe pozycje na listach | Sprzedaż                                                                                        | Certyfikat |
| Rok  | Album | UK                           | AUS                          | AUT                          | BEL (FL)                     | CAN                          | FRA                          | GER                          | IRE                          | ITA                          | NZ                           | POL                          | SWI                          | USA                          | Sprzedaż                                                                                        | Certyfikat |
| ---- | --- | ---------------------------- | ---------------------------- | ---------------------------- | ---------------------------- | ---------------------------- | ---------------------------- | ---------------------------- | ---------------------------- | ---------------------------- | ---------------------------- | ---------------------------- | ---------------------------- | ---------------------------- | ----------------------------------------------------------------------------------------------- | --- |
| 2017 | Dua Lipa - Wydany: 2 czerwca 2017 - Wytwórnia: Warner Bros. - Format: CD, LP, DL, streaming                   | 3                            | 8                            | 36                           | 6                            | 14                           | 81                           | 22                           | 3                            | 29                           | 7                            | 8                            | 11                           | 27                           | - USA: 1 000 000+ - UK: 900 000+ - CAN: 320 000+ - BRA: 120 000+ - FRA: 100 000+ - POL: 10 000+ | - USA: platynowa płyta - UK: 3× platynowa płyta - CAN: 4× platynowa płyta - BRA: 3× platynowa płyta - FRA: platynowa płyta - POL: złota płyta            |
| 2020 | Future Nostalgia - Wydany: 27 marca 2020 - Wytwórnia: Warner - Format: CD, LP, DL, streaming, kaseta, box set | 1                            | 1                            | 2                            | 2                            | 2                            | 5                            | 4                            | 1                            | 3                            | 1                            | 4                            | 4                            | 4                            | - USA: 1 000 000+ - UK: 600 000+ - CAN: 400 000+ - BRA: 320 000+ - FRA: 300 000+ - POL: 80 000+ | - USA: platynowa płyta - UK: 2× platynowa płyta - CAN: 5× platynowa płyta - BRA: 2× diamentowa płyta - FRA: 3× platynowa płyta - POL: 4× platynowa płyta |
| 2024 | Radical Optimism - Wydany: 3 maja 2024 - Wytwórnia: Warner - Format: CD, LP, DL, streaming                    | 1                            | 2                            | 1                            | 2                            | 3                            | 1                            | 3                            | 2                            | 2                            | 2                            | 1                            | 2                            | 2                            | - UK: 10 000+ - CAN: 40 000+ - FRA: 100 000+                                                    | - UK: złota płyta - CAN: złota płyta - FRA: platynowa płyta                                                                                              |

### Reedycje
| Rok  | Album | Sprzedaż       | Certyfikat                |
| ---- | --- | -------------- | ------------------------- |
| 2018 | Dua Lipa: Complete Edition - Wydany: 19 października 2018 - Wytwórnia: Warner Bros. - Format: CD, LP, digital download, streaming  |                |                           |
| 2021 | Future Nostalgia: The Moonlight Edition - Wydany: 11 lutego 2021 - Wytwórnia: Warner - Format: CD, LP, digital download, streaming | - NZL: 60 000+ | - NZL: 4× platynowa płyta |

### Albumy remiksowe
| Rok  | Album | Pozycje na listach | Pozycje na listach | Pozycje na listach |
| Rok  | Album | CAN                | USA                | USA Dance          |
| ---- | --- | ------------------ | ------------------ | ------------------ |
| 2020 | Club Future Nostalgia (oraz The Blessed Madonna) - Wydany: 28 sierpnia 2020 - Wytwórnia: Warner - Format: CD, LP, digital download, streaming, box set | 13                 | 28                 | 1                  |

## Minialbumy
| 2016                                                    | Spotify Sessions - Wydany: 8 lipca 2016 - Wytwórnia: Warner Bros. - Format: Streaming                      | –  |
| 2017                                                    | The Only - Wydany: 2 kwietnia 2017 - Wytwórnia: Warner Bros. - Format: 12″ winyl                           | 21 |
| 2017                                                    | Live Acoustic - Wydany: 8 grudnia 2017 - Wytwórnia: Warner Bros. - Format: Digital download, streaming     | –  |
| 2019                                                    | Deezer Sessions - Wydany: 11 kwietnia 2019 - Wytwórnia: Warner Bros. - Format: Digital download, streaming | –  |
| „–” oznacza, że album nie był notowany na danej liście. | |    |

## Single

### Jako główna artystka
| Rok                                                      | Tytuł                                                | Najwyższe pozycje na listach | Najwyższe pozycje na listach | Najwyższe pozycje na listach | Najwyższe pozycje na listach | Najwyższe pozycje na listach | Najwyższe pozycje na listach | Najwyższe pozycje na listach | Najwyższe pozycje na listach | Najwyższe pozycje na listach | Najwyższe pozycje na listach | Najwyższe pozycje na listach | Najwyższe pozycje na listach | Najwyższe pozycje na listach | Najwyższe pozycje na listach | Certyfikat | Album                                   |
| Rok                                                      | Tytuł                                                | UK                           | AUS                          | AUT                          | BEL (FL)                     | CAN                          | FRA                          | GER                          | IRE                          | ITA                          | NZ                           | POL                          | SWE                          | SWI                          | USA                          | Certyfikat | Album                                   |
| -------------------------------------------------------- | ---------------------------------------------------- | ---------------------------- | ---------------------------- | ---------------------------- | ---------------------------- | ---------------------------- | ---------------------------- | ---------------------------- | ---------------------------- | ---------------------------- | ---------------------------- | ---------------------------- | ---------------------------- | ---------------------------- | ---------------------------- | --- | --------------------------------------- |
| 2015                                                     | „New Love”                                           | –                            | –                            | –                            | –                            | –                            | –                            | –                            | –                            | –                            | –                            | –                            | –                            | –                            | –                            | | Dua Lipa                                |
| 2015                                                     | „Be the One”                                         | 9                            | 6                            | 7                            | 1                            | –                            | 42                           | 11                           | 25                           | 28                           | 20                           | 1                            | 100                          | 11                           | –                            | - UK: 2× platynowa płyta - USA: złota płyta - DEU: platynowa płyta - POL: diamentowa płyta - AUS: 2× platynowa płyta - ITA: 2× platynowa płyta                                   | Dua Lipa                                |
| 2016                                                     | „Last Dance”                                         | –                            | –                            | –                            | –                            | –                            | –                            | –                            | –                            | –                            | –                            | –                            | –                            | –                            | –                            | - POL: złota płyta | Dua Lipa                                |
| 2016                                                     | „Hotter than Hell”                                   | 15                           | 17                           | 65                           | 20                           | –                            | –                            | 71                           | 24                           | –                            | –                            | 33                           | 44                           | –                            | –                            | - UK: platynowa płyta - DEU: złota płyta - CAN: platynowa płyta - NOR: platynowa płyta - POL: platynowa płyta - NLD: platynowa płyta                                             | Dua Lipa                                |
| 2016                                                     | „Blow Your Mind (Mwah)”                              | 30                           | 59                           | –                            | 44                           | –                            | –                            | –                            | 40                           | –                            | –                            | –                            | –                            | –                            | 72                           | - UK: platynowa płyta - USA: złota płyta - CAN: 2× platynowa płyta - POL: 2× platynowa płyta - DNK: platynowa płyta - ITA: złota płyta                                           | Dua Lipa                                |
| 2017                                                     | „Scared to Be Lonely” (oraz Martin Garrix)           | 14                           | 14                           | 10                           | 10                           | 32                           | 43                           | 9                            | 12                           | 21                           | 8                            | –                            | 3                            | 10                           | 76                           | - USA: 2× platynowa płyta - UK: 2× platynowa płyta - DEU: 3× złota płyta - FRA: diamentowa płyta - MEX: diamentowa + złota płyta - POL: 3× platynowa płyta                       | Dua Lipa: Complete Edition              |
| 2017                                                     | „Lost in Your Light” (gościnnie: Miguel)             | 86                           | –                            | –                            | –                            | –                            | –                            | –                            | 97                           | –                            | –                            | –                            | –                            | –                            | –                            | - UK: srebrna płyta - CAN: złota płyta - POL: złota płyta | Dua Lipa                                |
| 2017                                                     | „New Rules”                                          | 1                            | 2                            | 11                           | 1                            | 7                            | 32                           | 9                            | 1                            | 8                            | 3                            | 5                            | 7                            | 11                           | 6                            | - USA: 5× platynowa płyta - UK: 5× platynowa płyta - CAN: diamentowa płyta - DEU: 2× platynowa płyta - AUS: 7× platynowa płyta - POL: diamentowa płyta                           | Dua Lipa                                |
| 2017                                                     | „Homesick”                                           | –                            | –                            | –                            | 12                           | –                            | –                            | –                            | –                            | –                            | –                            | –                            | –                            | –                            | –                            | - UK: srebrna płyta - CAN: złota płyta - POL: złota płyta - BEL: złota płyta | Dua Lipa                                |
| 2018                                                     | „IDGAF”                                              | 3                            | 3                            | 6                            | 4                            | 29                           | 71                           | 12                           | 1                            | 13                           | 5                            | 3                            | 15                           | 19                           | 49                           | - USA: 2× platynowa płyta - UK: 5× platynowa płyta - CAN: 7× platynowa płyta - AUS: 4× platynowa płyta - FRA: platynowa płyta - POL: 4× platynowa płyta                          | Dua Lipa                                |
| 2018                                                     | „One Kiss” (oraz Calvin Harris)                      | 1                            | 9                            | 23                           | 1                            | 6                            | 2                            | 6                            | 1                            | 20                           | 6                            | 1                            | 28                           | 14                           | 26                           | - USA: 4× platynowa płyta - UK: 5× platynowa płyta - DEU: 2× platynowa płyta - AUS: 9× platynowa płyta - MEX: diamentowa + 4× platynowa płyta - POL: diamentowa płyta            | Dua Lipa: Complete Edition              |
| 2018                                                     | „Electricity” (oraz Silk City)                       | 4                            | 22                           | 61                           | 6                            | 61                           | 149                          | 64                           | 6                            | 56                           | 25                           | 44                           | 51                           | 46                           | 62                           | - USA: platynowa płyta - UK: 5× platynowa płyta - MEX: 3× platynowa + złota płyta - FRA: złota płyta - AUS: platynowa płyta - POL: platynowa płyta                               | Electricity Dua Lipa: Complete Edition  |
| 2019                                                     | „Swan Song”                                          | 24                           | 68                           | 99                           | 50                           | 99                           | 196                          | 99                           | 24                           | –                            | –                            | –                            | 67                           | 96                           | –                            | - UK: srebrna płyta - CAN: złota płyta - POL: złota płyta | Alita: Battle Angel (soundtrack)        |
| 2019                                                     | „Don’t Start Now”                                    | 2                            | 2                            | 3                            | 2                            | 3                            | 12                           | 10                           | 1                            | 11                           | 3                            | 4                            | 12                           | 7                            | 2                            | - USA: 4× platynowa płyta - UK: 4× platynowa płyta - CAN: diamentowa płyta - DEU: 3× złota płyta - AUS: 8× platynowa płyta - POL: diamentowa płyta                               | Future Nostalgia                        |
| 2020                                                     | „Physical”                                           | 3                            | 9                            | 54                           | 3                            | 54                           | 30                           | 14                           | 2                            | 31                           | 16                           | 1                            | 42                           | 25                           | 60                           | - UK: 2× platynowa płyta - USA: platynowa płyta - DEU: platynowa płyta - FRA: diamentowa płyta - BRA: 2× diamentowa płyta - POL: diamentowa płyta                                | Future Nostalgia                        |
| 2020                                                     | „Break My Heart”                                     | 6                            | 7                            | 20                           | 14                           | 13                           | 61                           | 26                           | 3                            | 21                           | 12                           | 2                            | 21                           | 18                           | 13                           | - USA: platynowa płyta - UK: 2× platynowa płyta - BRA: 3× diamentowa płyta - CAN: 5× platynowa płyta - FRA: platynowa płyta - POL: 4× platynowa płyta                            | Future Nostalgia                        |
| 2020                                                     | „Hallucinate”                                        | 33                           | –                            | –                            | –                            | –                            | –                            | –                            | 69                           | 99                           | –                            | –                            | –                            | –                            | –                            | - UK: złota płyta - BRA: 3× diamentowa płyta - CAN: platynowa płyta - POL: platynowa płyta - NOR: platynowa płyta - ESP: złota płyta                                             | Future Nostalgia                        |
| 2020                                                     | „Un Día (One Day)” (oraz J Balvin, Bad Bunny, Tainy) | 72                           | –                            | –                            | –                            | 78                           | 164                          | –                            | –                            | 59                           | –                            | 32                           | –                            | 37                           | 63                           | - USA: 15× platynowa płyta (latin) - MEX: diamentowa + 4× platynowa + złota płyta - ESP: 3× platynowa płyta - CAN: platynowa płyta - ITA: platynowa płyta - POL: platynowa płyta | Future Nostalgia: The Moonlight Edition |
| 2020                                                     | „Levitating”                                         | 22                           | –                            | –                            | 36                           | –                            | –                            | –                            | 41                           | –                            | 36                           | –                            | –                            | 65                           | 73                           | - USA: diamentowa płyta - UK: 3× platynowa płyta - CAN: diamentowa płyta - AUS: 8× platynowa płyta - DEU: platynowa płyta - POL: diamentowa płyta                                | Future Nostalgia Club Future Nostalgia  |
| 2020                                                     | „Fever” (oraz Angèle)                                |                              |                              |                              |                              |                              |                              |                              |                              |                              |                              |                              |                              |                              |                              | - FRA: diamentowa płyta - BEL: 3× platynowa płyta - CAN: platynowa płyta - NOR: złota płyta - POL: platynowa płyta                                                               | Future Nostalgia                        |
| 2021                                                     | „We’re Good”                                         |                              |                              |                              |                              |                              |                              |                              |                              |                              |                              |                              |                              |                              |                              | - USA: złota płyta - UK: srebrna płyta - CAN: 2× platynowa płyta - POL: platynowa płyta - DNK: złota płyta                                                                       | Future Nostalgia: The Moonlight Edition |
| 2021                                                     | „Love Again”                                         |                              |                              |                              |                              |                              |                              |                              |                              |                              |                              |                              |                              |                              |                              | - UK: złota płyta - FRA: diamentowa płyta - CAN: 3× platynowa płyta - DEU: złota płyta - BRA: diamentowa płyta - POL: 3× platynowa płyta                                         | Future Nostalgia                        |
| 2021                                                     | „Cold Heart (Pnau remix)” (oraz Elton John)          |                              |                              |                              |                              |                              |                              |                              |                              |                              |                              |                              |                              |                              |                              | - USA: 2× platynowa płyta - UK: 3× platynowa płyta - DEU: 3× złota płyta - CAN: 7× platynowa płyta - AUS: 7× platynowa płyta - POL: 2× platynowa płyta                           | The Lockdown Sessions                   |
| 2022                                                     | „Sweetest Pie” (oraz Megan Thee Stallion)            |                              |                              |                              |                              |                              |                              |                              |                              |                              |                              |                              |                              |                              |                              | - USA: złota płyta - UK: srebrna płyta - BRA: platynowa płyta - POL: złota płyta - POR: złota płyta                                                                              | Traumazine                              |
| 2022                                                     | „Potion” (oraz Calvin Harris, Young Thug)            |                              |                              |                              |                              |                              |                              |                              |                              |                              |                              |                              |                              |                              |                              | - UK: srebrna płyta - AUS: złota płyta | Funk Wav Bounces Vol. 2                 |
| 2023                                                     | „Dance the Night”                                    |                              |                              |                              |                              |                              |                              |                              |                              |                              |                              |                              |                              |                              |                              | - UK: platynowa płyta - FRA: diamentowa płyta - CAN: 2× platynowa płyta - ITA: platynowa płyta - AUS: platynowa płyta - POL: 2× platynowa płyta                                  | Barbie: The Album                       |
| 2023                                                     | „Houdini”                                            |                              |                              |                              |                              |                              |                              |                              |                              |                              |                              |                              |                              |                              |                              | - POL: 3× platynowa płyta | Radical Optimism                        |
| 2024                                                     | „Training Season”                                    |                              |                              |                              |                              |                              |                              |                              |                              |                              |                              |                              |                              |                              |                              | - POL: platynowa płyta | Radical Optimism                        |
| 2024                                                     | „Illusion”                                           |                              |                              |                              |                              |                              |                              |                              |                              |                              |                              |                              |                              |                              |                              | - POL: złota płyta | Radical Optimism                        |
| „–” oznacza, że singel nie był notowany na danej liście. |                                                      |                              |                              |                              |                              |                              |                              |                              |                              |                              |                              |                              |                              |                              |                              | |                                         |

### Jako artystka gościnna
| Rok                                                      | Tytuł                                                          | Najwyższe pozycje na listach | Najwyższe pozycje na listach | Najwyższe pozycje na listach | Najwyższe pozycje na listach | Najwyższe pozycje na listach | Najwyższe pozycje na listach | Najwyższe pozycje na listach | Najwyższe pozycje na listach | Najwyższe pozycje na listach | Najwyższe pozycje na listach | Certyfikat | Album                                           |
| Rok                                                      | Tytuł                                                          | UK                           | AUT                          | BEL (FL)                     | FRA                          | GER                          | IRE                          | ITA                          | NED                          | POL                          | SWI                          | Certyfikat | Album                                           |
| -------------------------------------------------------- | -------------------------------------------------------------- | ---------------------------- | ---------------------------- | ---------------------------- | ---------------------------- | ---------------------------- | ---------------------------- | ---------------------------- | ---------------------------- | ---------------------------- | ---------------------------- | --- | ----------------------------------------------- |
| 2016                                                     | „No Lie” (Sean Paul; gośc. Dua Lipa)                           | 10                           | 13                           | 44                           | 28                           | 10                           | 31                           | 12                           | 10                           | 6                            | 32                           | - UK: 2× platynowa płyta - DEU: 3× złota płyta - FRA: diamentowa płyta - ITA: 4× platynowa płyta - CAN: platynowa płyta - POL: 3× platynowa płyta | Mad Love the Prequel Dua Lipa: Complete Edition |
| 2017                                                     | „Bridge over Troubled Water” (jako część Artists for Grenfell) | 1                            | 32                           | –                            | –                            | –                            | 25                           | –                            | –                            | –                            | 28                           | - UK: złota płyta |                                                 |
| 2018                                                     | „If Only” (Andrea Bocelli; gośc. Dua Lipa)                     | –                            | –                            | –                            | –                            | –                            | –                            | –                            | –                            | –                            | –                            | | Sì                                              |
| 2020                                                     | „Sugar (Remix)” (Brockhampton; gośc. Dua Lipa)                 | –                            | –                            | –                            | –                            | –                            | –                            | –                            | –                            | –                            | –                            | | Ginger                                          |
| 2020                                                     | „Times Like These” (jako część Live Lounge Allstars)           | 1                            | –                            | 47                           | –                            | –                            | 64                           | –                            | 15                           | –                            | –                            | - UK: srebrna płyta |                                                 |
| 2020                                                     | „Prisoner” (Miley Cyrus; gośc. Dua Lipa)                       |                              |                              |                              |                              |                              |                              |                              |                              |                              |                              | - USA: platynowa płyta - UK: platynowa płyta - BRA: 2× diamentowa płyta - DEU: złota płyta - AUS: 2× platynowa płyta - POL: platynowa płyta       | Plastic Hearts                                  |
| 2021                                                     | „Demeanor” (Pop Smoke; gośc. Dua Lipa)                         |                              |                              |                              |                              |                              |                              |                              |                              |                              |                              | | Faith                                           |
| „–” oznacza, że singel nie był notowany na danej liście. |                                                                |                              |                              |                              |                              |                              |                              |                              |                              |                              |                              | |                                                 |

### Single promocyjne
| Rok                                                      | Tytuł                                                 | Najwyższe pozycje na listach | Najwyższe pozycje na listach | Najwyższe pozycje na listach | Najwyższe pozycje na listach | Certyfikat                                                   | Album                      |
| Rok                                                      | Tytuł                                                 | AUS                          | BEL (FL)                     | IRE                          | NZ                           | Certyfikat                                                   | Album                      |
| -------------------------------------------------------- | ----------------------------------------------------- | ---------------------------- | ---------------------------- | ---------------------------- | ---------------------------- | ------------------------------------------------------------ | -------------------------- |
| 2016                                                     | „Room for 2”                                          | –                            | –                            | –                            | –                            |                                                              | Dua Lipa                   |
| 2017                                                     | „Thinking ’Bout You”                                  | –                            | –                            | –                            | –                            | - CAN: złota płyta - POL: złota płyta                        | Dua Lipa                   |
| 2017                                                     | „My Love” (Wale; gośc. Major Lazer, WizKid, Dua Lipa) | –                            | –                            | –                            | –                            |                                                              | Shine                      |
| 2018                                                     | „Want To”                                             | 83                           | –                            | 52                           | –                            | - POL: złota płyta                                           | Dua Lipa: Complete Edition |
| 2019                                                     | „Future Nostalgia”                                    | –                            | –                            | 83                           | –                            | - BRA: platynowa płyta - CAN: złota płyta - POL: złota płyta | Future Nostalgia           |
| „–” oznacza, że singel nie był notowany na danej liście. |                                                       |                              |                              |                              |                              |                                                              |                            |

## Inne notowane utwory
| Rok                                                     | Tytuł                                              | Najwyższe pozycje na listach | Najwyższe pozycje na listach | Najwyższe pozycje na listach | Najwyższe pozycje na listach | Najwyższe pozycje na listach | Najwyższe pozycje na listach | Najwyższe pozycje na listach | Najwyższe pozycje na listach | Najwyższe pozycje na listach | Najwyższe pozycje na listach | Najwyższe pozycje na listach | Certyfikat                                                                                                  | Album                      |
| Rok                                                     | Tytuł                                              | UK                           | AUS                          | CAN                          | GER                          | IRE                          | NZ                           | POR                          | POL                          | SWE                          | SWI                          | USA                          | Certyfikat                                                                                                  | Album                      |
| ------------------------------------------------------- | -------------------------------------------------- | ---------------------------- | ---------------------------- | ---------------------------- | ---------------------------- | ---------------------------- | ---------------------------- | ---------------------------- | ---------------------------- | ---------------------------- | ---------------------------- | ---------------------------- | --- | -------------------------- |
| 2018                                                    | „Kiss and Make Up” (oraz Blackpink)                | 36                           | 33                           | 44                           | 48                           | 15                           | 32                           | 29                           | 10                           | 32                           | 45                           | 93                           | - UK: srebrna płyta - AUS: platynowa płyta - ESP: platynowa płyta - POL: platynowa płyta - ITA: złota płyta | Dua Lipa: Complete Edition |
| 2020                                                    | „Cool”                                             | –                            | –                            | –                            | –                            | –                            | –                            | 103                          | –                            | –                            | –                            | –                            | - CAN: złota płyta - BRA: platynowa płyta                                                                   | Future Nostalgia           |
| 2020                                                    | „Pretty Please”                                    | –                            | –                            | –                            | –                            | –                            | –                            | 101                          | –                            | –                            | –                            | –                            | - CAN: złota płyta - BRA: 2× platynowa płyta - CAN: złota płyta - POL: złota płyta                          | Future Nostalgia           |
| 2020                                                    | „Love Again”                                       | –                            | –                            | –                            | –                            | –                            | –                            | 107                          | –                            | –                            | –                            | –                            | - BRA: diamentowa płyta                                                                                     | Future Nostalgia           |
| 2020                                                    | „Good in Bed”                                      | –                            | –                            | –                            | –                            | –                            | –                            | 129                          | –                            | –                            | –                            | –                            | - BRA: platynowa płyta                                                                                      | Future Nostalgia           |
| 2020                                                    | „Boys Will Be Boys”                                | –                            | –                            | –                            | –                            | –                            | –                            | 148                          | –                            | –                            | –                            | –                            | - BRA: platynowa płyta                                                                                      | Future Nostalgia           |
| 2020                                                    | „Physical” (Mark Ronson remix; gośc. Gwen Stefani) | –                            | –                            | –                            | –                            | –                            | –                            | –                            | –                            | –                            | –                            | –                            | | Club Future Nostalgia      |
| „–” oznacza, że utwór nie był notowany na danej liście. |                                                    |                              |                              |                              |                              |                              |                              |                              |                              |                              |                              |                              | |                            |

## Występy gościnne
| Rok  | Tytuł                   | Pozostali artyści | Album                          |
| ---- | ----------------------- | ----------------- | ------------------------------ |
| 2016 | „The Hills”             | –                 | BBC Radio 1's Live Lounge 2016 |
| 2017 | „Rollin' / Did You See” | –                 | BBC Radio 1's Live Lounge 2017 |
| 2018 | „High”                  | Whethan           | Fifty Shades Freed OST         |
| 2018 | „Do I Wanna Know?”      | –                 | BBC Radio 1's Live Lounge 2018 |

## Teledyski

### Jako główna artystka
| Rok  | Tytuł                                                                       | Reżyser                | Źródło  |
| ---- | --------------------------------------------------------------------------- | ---------------------- | ------- |
| 2015 | „New Love”                                                                  | Nicole Nodland         | [ 91 ]  |
| 2015 | „Be the One”                                                                | Nicole Nodland         | [ 92 ]  |
| 2016 | „Last Dance”                                                                | Jon Brewer & Ian Blair | [ 93 ]  |
| 2016 | „Hotter Than Hell”                                                          | Emil Nava              | [ 94 ]  |
| 2016 | „Blow Your Mind (Mwah)”                                                     | Kinga Burza            | [ 95 ]  |
| 2016 | „Room for 2”                                                                | Vicky Lawton           | [ 96 ]  |
| 2016 | „Be the One” (wersja alternatywna)                                          | Daniel Kaufman         | [ 97 ]  |
| 2017 | „Scared to Be Lonely” (z Martinem Garrixem)                                 | Blake Claridge         | [ 98 ]  |
| 2017 | „Thinking ’Bout You”                                                        | Jake Jelicich          | [ 99 ]  |
| 2017 | „Lost in Your Light” (z Miguelem)                                           | Henry Schofield        | [ 100 ] |
| 2017 | „New Rules”                                                                 | Henry Schofield        | [ 101 ] |
| 2018 | „IDGAF”                                                                     | Henry Schofield        | [ 102 ] |
| 2018 | „One Kiss” (z Calvinem Harrisem)                                            | Emil Nava              | [ 103 ] |
| 2018 | „Electricity” (z Silk City)                                                 | Bradley & Pablo        | [ 104 ] |
| 2019 | „Swan Song”                                                                 | Floria Sigismondi      | [ 105 ] |
| 2019 | „Don’t Start Now”                                                           | Nabil Elderkin         | [ 106 ] |
| 2020 | „Physical”                                                                  | CANADA                 | [ 107 ] |
| 2020 | „Break My Heart”                                                            | Henry Scholfield       | [ 108 ] |
| 2020 | „Hallucinate”                                                               | Lisha Tan              | [ 109 ] |
| 2020 | „Un Dia (One Day)” (z J Balvin, Bad Bunny, Tainy)                           | Stillz                 | [ 110 ] |
| 2020 | „Levitating” (The Blessed Madonna remix, gościnnie: Madonna, Missy Elliott) | Will Hooper            | [ 111 ] |
| 2020 | „Levitating” (gościnnie: DaBaby)                                            | Warren Fu              | [ 112 ] |

### Jako artystka gościnna
| Rok  | Tytuł                                                     | Reżyser          | Źródło  |
| ---- | --------------------------------------------------------- | ---------------- | ------- |
| 2016 | „No Lie” (Sean Paul gościnnie: Dua Lipa)                  | Tim Nackashi     | [ 113 ] |
| 2017 | „My Love” (Wale gościnnie: Major Lazer, WizKid, Dua Lipa) | ACRS             | [ 114 ] |
| 2018 | „If Only” (Andrea Bocelli gościnnie: Dua Lipa)            | Gaetano Morbioli | [ 115 ] |